# ۲×۲ (کانال تلویزیونی)
2x2 (به زبان روسی Дважды два) یک کانال تلویزیونی پویانمایی در روسیه است که در سال ۱۳۸۹ میلادی تأسیس شد. این اولین ایستگاه تلویزیون تجاری در اتحاد جماهیر شوروی بود که در سال ۱۹۹۴ میلادی تعطیل شد، اما بعد در سال ۲۰۰۳ مجدداً روی کار آمد. از آن زمان به بعد این کانال مشغول به پخش انیمیشن و انیمیشن‌های ژاپنی (انیمه‌ها) مشغول می‌باشد. انیمیشن‌های پخش شده در این کانال عبارتند از:پاندای کونگ فو کار، آرزوهای مهیج، و انیمیشن‌هایی برای مخاطبان با سنین بالتر همچون پارک جنوبی و پدر خانواده را پخش کرده‌است.